# Airén

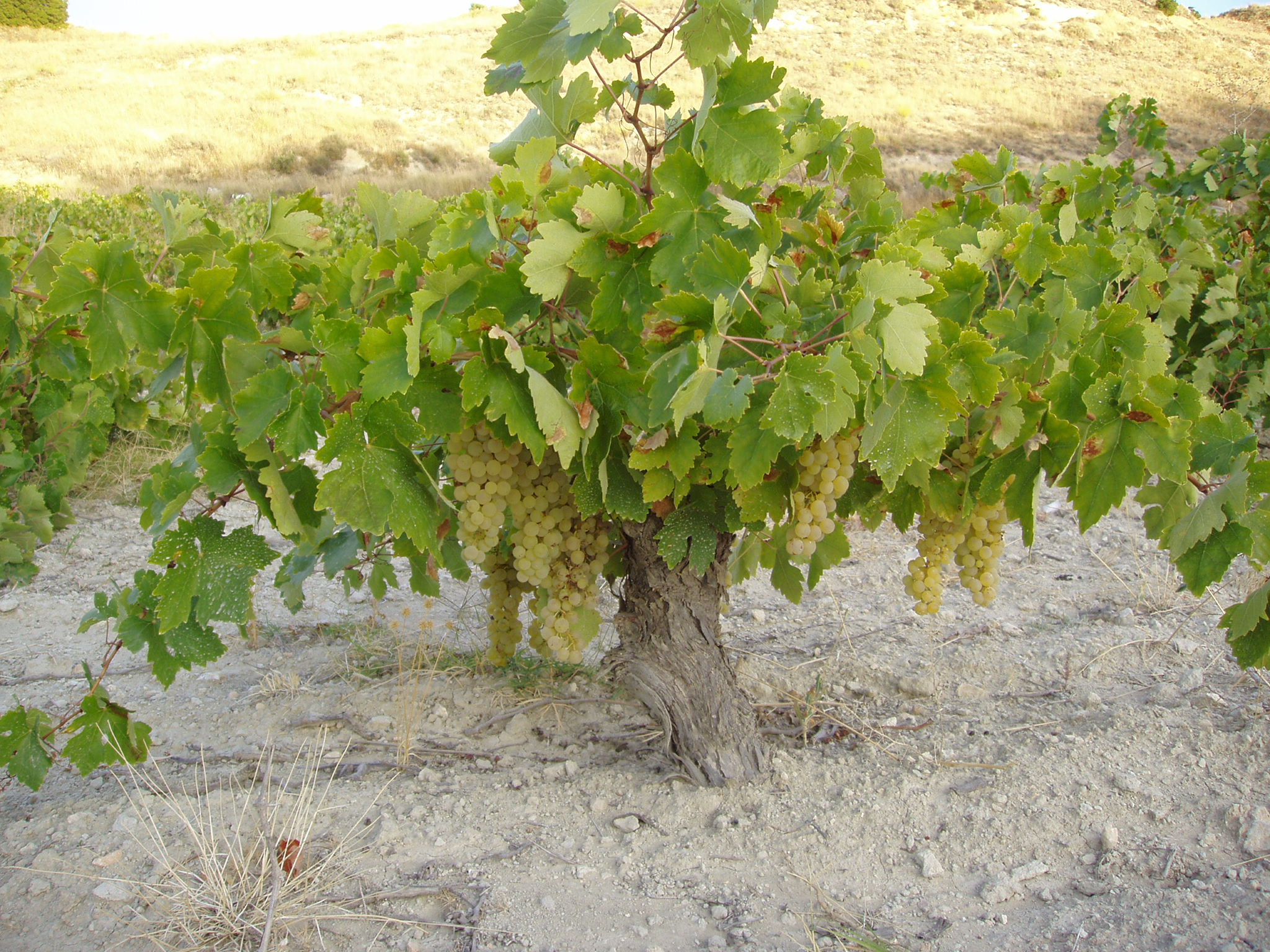
Vid de airén en un viñedo de Carabaña, Comunidad de Madrid.

«Uva airén» y también «Lairén» redirigen aquí.
La airén es una variedad de uva (Vitis vinifera) blanca usada normalmente para la vinificación. Esta variedad es originaria de España, donde representa el 23% del total de viñedos del país (213.000 ha). En el 2010 se calculó que la airén era la tercera uva con más superficie cultivada del mundo. Había 252 000 ha. La superficie plantada de esta uva ha disminuido, ya que en 2004 había 306 000 ha y ostentaba el primer lugar, a pesar de ser plantada casi exclusivamente en España. Los viñedos de airén tienen poca densidad de vides. Otras variedades (como la cabernet sauvignon o la merlot) han sido más plantadas en términos de número de vides. Las plantaciones de airén han disminuido y han sido sustituidas en muchos viñedos con variedades de uvas tintas, como la tempranillo. También es llamada habitualmente valdepeñas y forcallat. 
Durante mucho tiempo sus vinos se han considerado de poca calidad aunque en la actualidad, con las nuevas técnicas de vinificación, se están consiguiendo muy buenos resultados.

## Historia
En el siglo XV era conocida como lairén (nombre que se sigue usando en la provincia de Córdoba). Fue mencionada en la obra Agricultura general (1513) de Gabriel Alonso de Herrera. Este autor prefirió llamarla datileña porque "las uvas están arracimadas como dátiles". De Herrera, confesó no haber probado el vino pero escribió que no era muy fuerte y que no tenía mucho cuerpo y que lo mejor sería hacer pasas porque las uvas están bien formadas y las había en abundancia.
En 1807 Simón de Rojas Clemente diferenció dos tipos de "layrén": la primera sería la airén cultivada en La Mancha y la segunda sería la uva de mesa datileña descrita por de Herrera, que según Rojas sería una cepa diferente. Rojas Clemente mencionó que la airén también era conocida como antúo laerén y laerén del rey. Describió la variedad del siguiente modo:

Sarmientos blanquecinos muy duros. Hojas verde-amarillentas muy borrosas, con los senos poco profundos y los dientes cortos, que caen tarde. Uvas muy apiñadas, grandes, algo tardías, con venas manifiestas.

Rojas Clemente también dice que esta variedad se cultiva en las localidades andaluzas de Sanlúcar de Barrameda, Jerez de la Frontera, Trebujena, Arcos de la Frontera, Espera, Moguer, Tarifa y Pajarete, así como en las localidades manchegas de Valdepeñas, Tomelloso y Manzanares.
En una referencia posterior Rojas Clemente menciona claramente que la lairén es sinónimo de datilera y la describe como:

Cepa delgada, brota en el tiempo ordinario. Sarmientos muchos, muy largos, rollizos, enteramente lampiños, de color pardo-rojizo algo claro, muy blandos. Hojas medianas, algo irregulares, algo lobadas, con senos ordinariamente agudos, lisas en la parte superior, caen temprano, de color amarillento. Racimos bastantes, recompuestos en la parte superior y compuestos en la inferior. Uvas de diez líneas de largo con seis y media por lo más grueso, algo adelgazadas hacia la punta, muy frecuentemente algo cóncavas por el lado que mira al escobajo y convexas por el opuesto, bastante doradas, muy traslucientes, muy carnosas tempranas, hollejo algo grueso.

Menciona que la uva se usa para la elaboración de pasas y para mezclar su mosto con el de la uva Pedro Ximénez. Además añade a las localidades anteriormente mencionadas las de Algeciras, Málaga, Motril, Albuñol y Adra.
En 1885 Eduardo Abela y Sáinz de Andino menciona que la vid mantúo laerén se cultiva, además de en donde mencionó Rojas Clemente, en Córdoba, Cáceres, Ciudad Real, Sevilla y Toledo, y que en todos estos lugares se conocía como lairén.
En 1914 García de los Salmones menciona el cultivo de la lairén en varias localidades de la Meseta Central y de Andalucía: Madrid, Villacañas, Tarancón, Campo de Criptana, Fregenal de la Sierra, Montefrío, Baeza, Coín, Fiñana, Cazalla de la Sierra, Espera, Córdoba y Albacete (en esta última localidad, cultivada con el nombre de airén). En 1954 Juan Marcilla Arrazola la consideró típica de La Mancha y en su obra Cepas del mundo (1997) el experto en vino José Peñín escribió que se originó allí.

## Características y viticultura
Sus épocas de desborre y de maduración son muy tardías. Es una planta medianamente vigorosa de porte muy rastrero. Es muy productiva y produce racimos muy grandes. Es muy resistente a la sequía y se adapta bien a terrenos poco fértiles. Como es muy resistente a las plagas y a las enfermedades puede adaptarse muy bien al cultivo ecológico.
Fernández de Bobadilla en 1956 describe a la "mantúo laerén" como:

Cepa de tronco potente. Porte de los sarmientos semierguido, de longitud media. Hoja grande, orbicular, cuneiforme, con cinco lóbulos, senos laterales superiores profundos y de bordes superpuestos; senos inferiores marcados, haz verde más o menos intenso, envés velloso. Racimos muchos y muy iguales, muy largos y estrechos, cilíndricos y no muy compactos. Uvas gordas, ovoideas, color verdoso, ligeramente doradas, hollejo basto, pulpa dura y poco jugosa

Sobre sus características agronómicas Bobadilla añade:

Variedad de madurez tardía, buena para el transporte, mostos poco azucarados, que dan vinos de escasa calidad, como indica su clasificación entre los Montlios, o sea variedades montúas o poco selectas. Buenas para comer.

En su libro Cepas del mundo el experto en vino José Peñín ha escrito sobre sus características agronómicas:

Uva de brotación tardía, su nivel alcohólico se sitúa entre los 13 y los 14 grados. La cepa se adapta perfectamente al clima árido y duro manchego, asentada en suelos calcáreos que se elevan hasta los 700 metros de altitud. Ofrece gran resistencia a la sequía y las enfermedades, lo que explica en gran medida su plantación masiva tras la crisis filoxérica

## Regiones
Es la variedad de uva blanca más característica de la Meseta Sur y una de las más abundantes de España (32%), estando localizada mayoritariamente en Castilla-La Mancha (Denominación de Origen Valdepeñas y Denominación de Origen La Mancha) y también en la Denominación de Origen Vinos de Madrid. 
Según la Orden APA/1819/2007, de 13 de junio (BOE del día 21), es una variedad recomendada como uva de vinificación en Castilla-La Mancha y la Región de Murcia, estando autorizada en Andalucía, Madrid, Murcia y Comunidad Valenciana.

## Vinos
Los vinos de airén son de color amarillo pálido. Suelen ser poco aromáticos. Destacan los aromas a plátano, manzana y los propios de la fermentación. Tienen acidez baja y cuerpo.
La airén es muy apropiada para vinos de mezcla por ser una variedad muy neutra. Se ha combinado bien con la cencibel en Castilla-La Mancha y con macabeo y malvar respectivamente en la Comunidad de Madrid.
El experto en vino José Peñín escribió sobre el vino de airén:

La airen ha tenido mala prensa, más por unas elaboraciones que no sacaban demasiado partido de la variedad, que por la calidad de la cepa. En el pasado, a unos rendimientos débiles, causados sobre todo por la baja densidad de plantación, se unía la fermentación tradicional en tinajas de tierra cocida. Por otro lado, casi todo el vino se enviaba a otras regiones para mezclas o destilación. En general, sus vinos se caracterizan por un color pálido con irisaciones amarillas; en la nariz se aprecian notas a frutos maduros (plátano, piña o pomelo), y en boca, pese a carecer de cierta acidez, resultan bastante sabrosos y agradables, fáciles de beber aunque sin llegar a ser elegantes. Los mejores presentan aroma fresco a rosas, con un sabor armonioso y fino que no deja falsos sabores al final de boca.

## Sinónimos
Es conocida también por los sinónimos: aidén, blancón, forcallada, forcallat, forcallat blanca, forcallat blanco, forcayat, forcellat bianca, forcellat blanca, laerén del rey, lairén, layren, manchega, mantuo laeren, valdepeñas, valdepeñera blanca y valdepenero.